# Duiquer de Natal
El duiquer de Natal (Cephalophus natalensis) és un petit duiquer que viu al centre i el sud d'Àfrica. Viu en boscos i matollars de Malawi, Moçambic i el sud de Tanzània.
Els duiquers de Natal mesuren aproximadament 40 centímetres d'alt a l'espatlla i pesen una mitjana de 15 quilograms. Tenen un pelatge castany, amb taques fosques a la cara i la part posterior del coll.
Els duiquers de Natal es troben a la Llista Vermella d'Espècies Amenaçades de la Unió Internacional per a la Conservació de la Natura (UICN).